# Šarganska osmica
| |                            |                                 |                                 |
| Karte der Linienführung zwischen Šargan Vitasi und Mokra Gora |                            |                                 |                                 |
| Spurweite: | 760 mm (Bosnische Spur)    |                                 |                                 |
| Maximale Neigung: | 18 ‰                       |                                 |                                 |
| Minimaler Radius: | 120 m                      |                                 |                                 |
| |                            |                                 |                                 |
| Eröffnung |                            |                                 |                                 |
| Višegrad–Dobrun | 4. Juli 1906 │ 9,9 km      |                                 |                                 |
| Dobrun–Vardište | 1. August 1906 │ 7,3 km    |                                 |                                 |
| Užice–Vardište | 25. Jänner 1925 │ 57,9 km  |                                 |                                 |
| Stilllegung |                            |                                 |                                 |
| Višegrad–Užice | 28. Februar 1974 │ 75,1 km |                                 |                                 |
| Wiederinbetriebnahme |                            |                                 |                                 |
| Šargan Vitasi–Jatare | 28. Juni 2000 │ 7,6 km     |                                 |                                 |
| Jatare–Mokra Gora | 30. August 2003 │ 7,8 km   |                                 |                                 |
| Mokra Gora–Dobrun | 15. Mai 2006 │ 14,9 km     |                                 |                                 |
| Dobrun–Višegrad | 27. August 2010 │ 9,9 km   |                                 |                                 |
| Betreiber | Železnice Srbije           |                                 |                                 |
| \| \| \| von Stalać bzw. Belgrad \| m. i. J. \| \| \| 195,8 \| Kremna \| 742,9 \| \| \| \| \| \| \| \| \| \| \| \| \| \| Gleisdreieck \| \| \| \| 200,8 \| Šargan Vitasi Depot \| 805,5 \| \| \| \| Šargan-Scheiteltunnel (1667 m) \| \| \| \| \| Tunnel Nr. 33 (138 m) \| \| \| \| \| Tunnel Nr. 34 (184 m) \| \| \| \| \| Tunnel Nr. 35 (206 m) \| \| \| \| \| Tunnel Nr. 36 (328 m) \| \| \| \| \| \| \| \| \| \| Gornje Jatare \| \| \| \| \| Tunnel Nr. 37 (72 m) \| \| \| \| \| Krst Aussichtsplattform \| \| \| \| 208,4 \| Jatare \| 701,0 \| \| \| \| Tunnel Nr. 40 (530 m) \| \| \| \| \| Tunnel Nr. 38 (461 m) \| \| \| \| \| Tunnel Nr. 39 (86 m) \| \| \| \| \| Tunnel Nr. 41 (157 m) \| \| \| \| \| Tunnel Nr. 42 (26 m) \| \| \| \| \| Golubići \| \| \| \| \| Vidikovac 3 \| 688,0 \| \| \| \| Tunnel Nr. 43 (511 m) \| \| \| \| \| Tunnel Nr. 44 (70 m) \| \| \| \| \| Tunnel Nr. 45 (35 m) \| \| \| \| \| Tunnel Nr. 46 (85 m) \| \| \| \| \| \| \| \| \| \| Kamišina \| \| \| \| \| Tunnel Nr. 47 (257 m) \| \| \| \| \| Kamišina \| \| \| \| \| Tunnel Nr. 48 (70 m) \| \| \| \| \| Tunnel Nr. 49 (53 m) \| \| \| \| \| Tunnel Nr. 50 (156 m) \| \| \| \| \| Tunnel Nr. 51 (369 m) \| \| \| \| 216,2 \| Mokra Gora \| 567,8 \| \| \| \| Škola \| \| \| \| \| Tunnel Nr. 52 (33 m) \| \| \| \| \| Beli Rzav \| \| \| \| \| Kotroman \| \| \| \| \| Tunnel Nr. 53 (141 m) \| \| \| \| \| SerbienBosnien und Herzegowina \| \| \| \| \| \| \| \| \| \| Vojnik \| \| \| \| 223,828,9 \| Vardište \| 445,0 \| \| \| 26,8 \| Rzav (40 m) \| Rzav (40 m) \| \| \| 26,1 \| Rzav (25 m) \| Rzav (25 m) \| \| \| \| Tunnel Nr. 54 (317 m) \| \| \| \| \| Tunnel Nr. 55 (209 m) \| \| \| \| \| Tunnel Nr. 56 (158 m) \| \| \| \| \| Tunnel Nr. 57 (42 m) \| \| \| \| 24,1 \| Rzav (50 m) \| Rzav (50 m) \| \| \| \| Tunnel Nr. 58 (180 m) \| \| \| \| 23,8 \| Rzav (50 m) \| Rzav (50 m) \| \| \| 22,7 \| Kloster Dobrun \| 391,0 \| \| \| 21,6 \| Dobrun \| 382,0 \| \| \| \| Tunnel Nr. 59 (147 m) \| \| \| \| 17,4 \| Bosanska Jagodina \| 349,0 \| \| \| \| Tunnel Nr. 60 (147 m) \| \| \| \| 16,3 \| Rzav (80 m) \| Rzav (80 m) \| \| \| \| Tunnel Nr. 61 (111 m) \| \| \| \| \| Tunnel Nr. 62 (134 m) \| \| \| \| 11,7 \| Višegrad \| 302,0 \| \| \| \| Bosnische Ostbahn nach Sarajevo \| \| \| \| \| \| \| \| Quellen: - JŽ Streckenprofil 10 Beograd–Višegrad[1] - Kilometrierung von Stalać bzw. Sarajevo ausgehend - Tunnelnummerierung der JŽ (von Belgrad ausgehend) \| \| \| \| |                            |                                 |                                 |
| Strecke (außer Betrieb) |                            | von Stalać bzw. Belgrad         | m. i. J.                        |
| Bahnhof (Strecke außer Betrieb) | 195,8                      | Kremna                          | 742,9                           |
| |                            |                                 |                                 |
| Strecke |                            |                                 |                                 |
| Abzweig geradeaus, nach links und von links |                            | Gleisdreieck                    | Gleisdreieck                    |
| Bahnhof | 200,8                      | Šargan Vitasi Depot             | 805,5                           |
| Tunnel |                            | Šargan-Scheiteltunnel (1667 m)  | Šargan-Scheiteltunnel (1667 m)  |
| Tunnel |                            | Tunnel Nr. 33 (138 m)           | Tunnel Nr. 33 (138 m)           |
| Tunnel |                            | Tunnel Nr. 34 (184 m)           | Tunnel Nr. 34 (184 m)           |
| Tunnel |                            | Tunnel Nr. 35 (206 m)           | Tunnel Nr. 35 (206 m)           |
| Tunnel |                            | Tunnel Nr. 36 (328 m)           | Tunnel Nr. 36 (328 m)           |
| Strecke von links (im Tunnel) · Kreuzung mit Tunnelstrecke · Strecke von rechts (im Tunnel) |                            |                                 |                                 |
| Strecke (im Tunnel) · Haltepunkt / Haltestelle · Strecke (im Tunnel) |                            | Gornje Jatare                   | Gornje Jatare                   |
| Tunnelende · Tunnel · Strecke (im Tunnel) |                            | Tunnel Nr. 37 (72 m)            | Tunnel Nr. 37 (72 m)            |
| Strecke · Haltepunkt / Haltestelle · Strecke (im Tunnel) |                            | Krst Aussichtsplattform         | Krst Aussichtsplattform         |
| Bahnhof · Strecke nach links · Kreuzung mit oberirdischer Strecke (im Tunnel) · Strecke von rechts | 208,4                      | Jatare                          | 701,0                           |
| Strecke nach links · Strecke von rechts · Tunnelende · Strecke |                            | Tunnel Nr. 40 (530 m)           | Tunnel Nr. 40 (530 m)           |
| Strecke · Strecke · Tunnel |                            | Tunnel Nr. 38 (461 m)           | Tunnel Nr. 38 (461 m)           |
| Strecke · Tunnel · Strecke |                            | Tunnel Nr. 39 (86 m)            | Tunnel Nr. 39 (86 m)            |
| Tunnel · Strecke nach links · Strecke nach rechts |                            | Tunnel Nr. 41 (157 m)           | Tunnel Nr. 41 (157 m)           |
| Tunnel |                            | Tunnel Nr. 42 (26 m)            | Tunnel Nr. 42 (26 m)            |
| Haltepunkt / Haltestelle |                            | Golubići                        | Golubići                        |
| Haltepunkt / Haltestelle |                            | Vidikovac 3                     | 688,0                           |
| Tunnel |                            | Tunnel Nr. 43 (511 m)           | Tunnel Nr. 43 (511 m)           |
| Tunnel |                            | Tunnel Nr. 44 (70 m)            | Tunnel Nr. 44 (70 m)            |
| Tunnel |                            | Tunnel Nr. 45 (35 m)            | Tunnel Nr. 45 (35 m)            |
| Tunnel |                            | Tunnel Nr. 46 (85 m)            | Tunnel Nr. 46 (85 m)            |
| Brücke über Wasserlauf |                            |                                 |                                 |
| Brücke über Wasserlauf |                            | Kamišina                        | Kamišina                        |
| Tunnel |                            | Tunnel Nr. 47 (257 m)           | Tunnel Nr. 47 (257 m)           |
| Brücke über Wasserlauf |                            | Kamišina                        | Kamišina                        |
| Tunnel |                            | Tunnel Nr. 48 (70 m)            | Tunnel Nr. 48 (70 m)            |
| Tunnel |                            | Tunnel Nr. 49 (53 m)            | Tunnel Nr. 49 (53 m)            |
| Tunnel |                            | Tunnel Nr. 50 (156 m)           | Tunnel Nr. 50 (156 m)           |
| Tunnel |                            | Tunnel Nr. 51 (369 m)           | Tunnel Nr. 51 (369 m)           |
| Bahnhof | 216,2                      | Mokra Gora                      | 567,8                           |
| Haltepunkt / Haltestelle |                            | Škola                           | Škola                           |
| Tunnel |                            | Tunnel Nr. 52 (33 m)            | Tunnel Nr. 52 (33 m)            |
| Brücke über Wasserlauf |                            | Beli Rzav                       | Beli Rzav                       |
| Haltepunkt / Haltestelle |                            | Kotroman                        | Kotroman                        |
| Tunnelanfang |                            | Tunnel Nr. 53 (141 m)           | Tunnel Nr. 53 (141 m)           |
| Grenze (im Tunnel) |                            | SerbienBosnien und Herzegowina  | SerbienBosnien und Herzegowina  |
| Tunnelende |                            |                                 |                                 |
| Haltepunkt / Haltestelle |                            | Vojnik                          | Vojnik                          |
| Bahnhof | 223,828,9                  | Vardište                        | 445,0                           |
| Brücke über Wasserlauf | 26,8                       | Rzav (40 m)                     | Rzav (40 m)                     |
| Brücke über Wasserlauf | 26,1                       | Rzav (25 m)                     | Rzav (25 m)                     |
| Tunnel |                            | Tunnel Nr. 54 (317 m)           | Tunnel Nr. 54 (317 m)           |
| Tunnel |                            | Tunnel Nr. 55 (209 m)           | Tunnel Nr. 55 (209 m)           |
| Tunnel |                            | Tunnel Nr. 56 (158 m)           | Tunnel Nr. 56 (158 m)           |
| Tunnel |                            | Tunnel Nr. 57 (42 m)            | Tunnel Nr. 57 (42 m)            |
| Brücke über Wasserlauf | 24,1                       | Rzav (50 m)                     | Rzav (50 m)                     |
| Tunnel |                            | Tunnel Nr. 58 (180 m)           | Tunnel Nr. 58 (180 m)           |
| Brücke über Wasserlauf | 23,8                       | Rzav (50 m)                     | Rzav (50 m)                     |
| Haltepunkt / Haltestelle | 22,7                       | Kloster Dobrun                  | 391,0                           |
| Bahnhof | 21,6                       | Dobrun                          | 382,0                           |
| Tunnel |                            | Tunnel Nr. 59 (147 m)           | Tunnel Nr. 59 (147 m)           |
| Haltepunkt / Haltestelle | 17,4                       | Bosanska Jagodina               | 349,0                           |
| Tunnel |                            | Tunnel Nr. 60 (147 m)           | Tunnel Nr. 60 (147 m)           |
| Brücke über Wasserlauf | 16,3                       | Rzav (80 m)                     | Rzav (80 m)                     |
| Tunnel |                            | Tunnel Nr. 61 (111 m)           | Tunnel Nr. 61 (111 m)           |
| Tunnel |                            | Tunnel Nr. 62 (134 m)           | Tunnel Nr. 62 (134 m)           |
| Kopfbahnhof Strecke ab hier außer Betrieb | 11,7                       | Višegrad                        | 302,0                           |
| Strecke (außer Betrieb) |                            | Bosnische Ostbahn nach Sarajevo | Bosnische Ostbahn nach Sarajevo |
| |                            |                                 |                                 |
| Quellen: - JŽ Streckenprofil 10 Beograd–Višegrad - Kilometrierung von Stalać bzw. Sarajevo ausgehend - Tunnelnummerierung der JŽ (von Belgrad ausgehend) |                            |                                 |                                 |

Die Šarganska osmica ist eine im Westen von Serbien, südlich des Nationalparks Tara gelegene schmalspurige Gebirgsbahn in bosnischer Spurweite. Die 1974 stillgelegte, auf serbischem Gebiet gelegene östliche Fortsetzung der Bosnischen Ostbahn von Mokra Gora nach Šargan Vitasi wurde ab 1999 mit staatlichen jugoslawischen Mitteln als Tourismusbahn wieder aufgebaut.
In der deutschsprachigen Literatur wird diese Bahnstrecke auch als Šarganbahn bezeichnet, sinngemäß wäre der Name „Šarganska osmica“ am ehesten mit „Šarganer Achter“ zu übersetzen.

## Geschichte

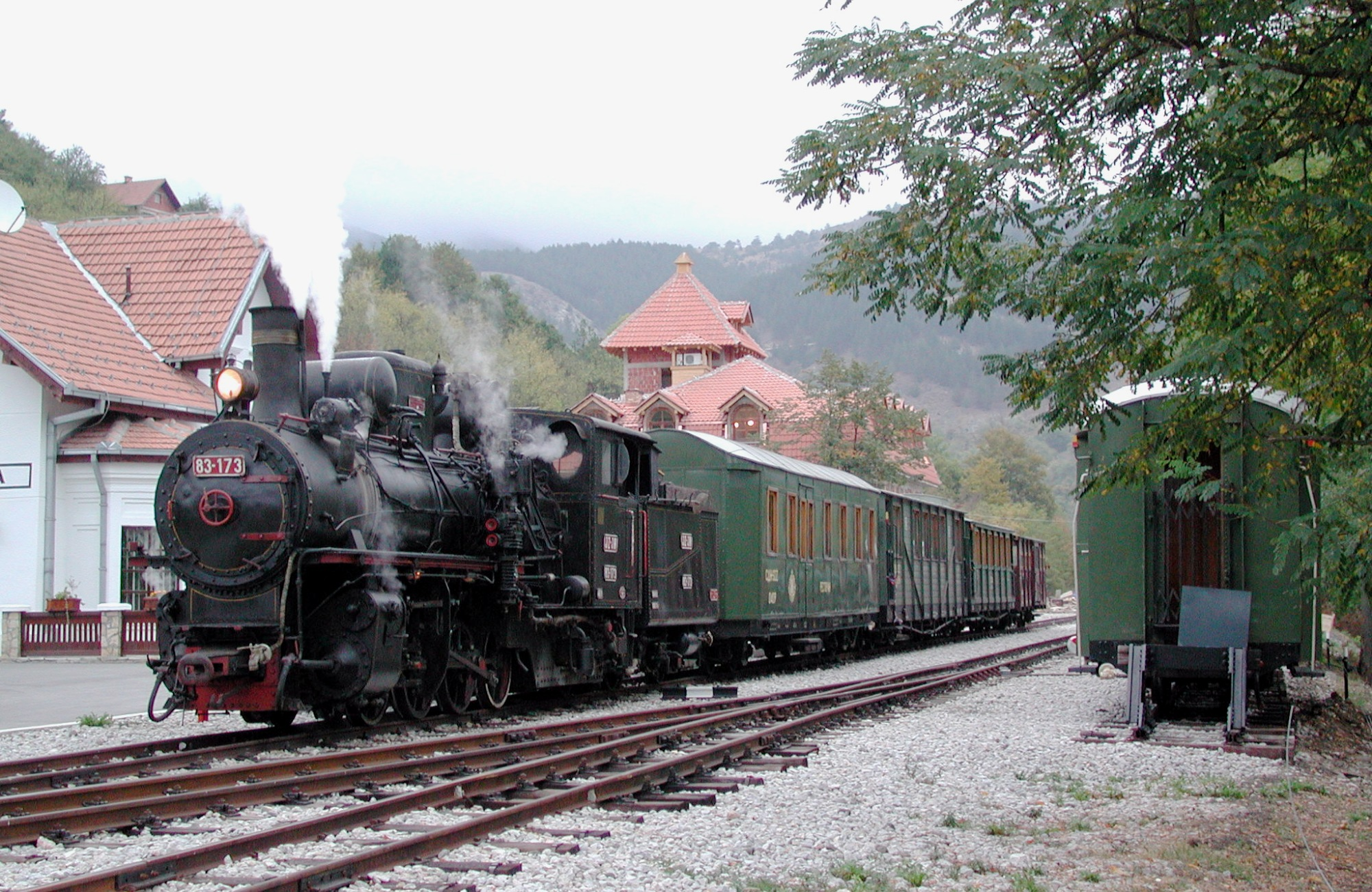
Personenzug im wieder aufgebauten Bahnhof Mokra Gora im Jahr 2003 (1916 war der Unterbau bis hier fertiggestellt).

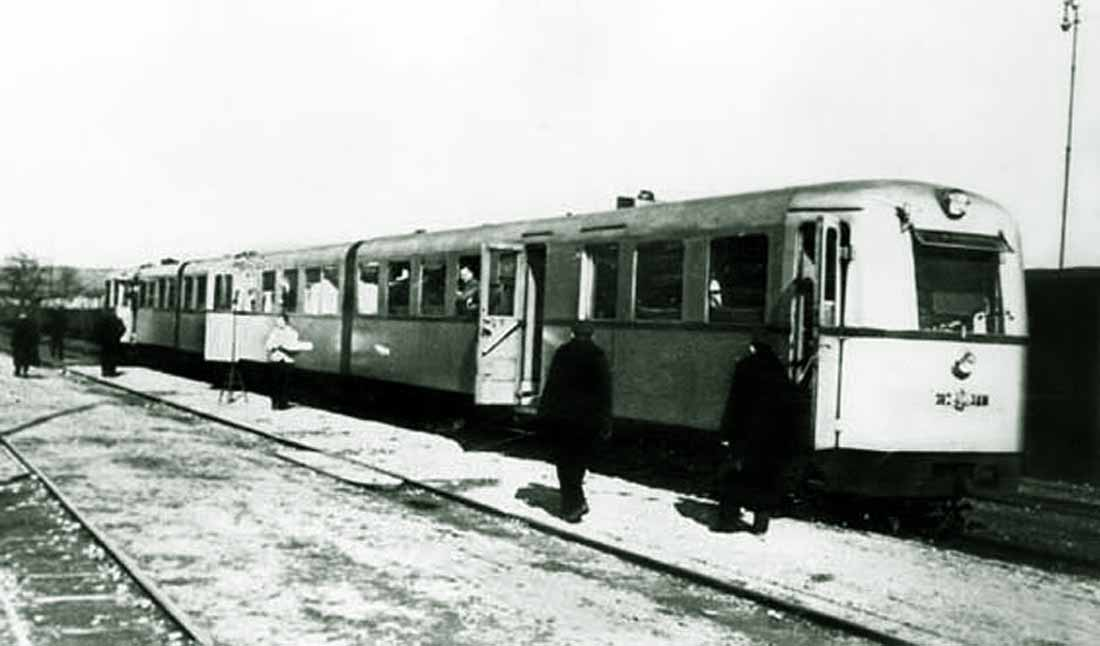
Dieseltriebzüge der Reihe 488, hier in Lajkovac, ermöglichten ab 1939 zwischen Belgrad und Sarajevo eine massive Fahrzeitverkürzung.

### Vorarbeiten
Im Juli 1906 wurde die unter österreichisch-ungarischer Verwaltung errichtete Bosnische Ostbahn von Sarajevo über Višegrad an die serbische Grenze errichtet und von den Bosnisch-Herzegowinischen Staatsbahnen betrieben. Wie alle Strecken dieses Bahnunternehmens wurde sie auch in Bosnischer Spurweite, also 760 mm, errichtet.
Diese Strecke verzweigte sich zwischen Ustiprača und Višegrad in zwei Äste nach Uvac und Dobrun. Eine Fortsetzung der Dobruner Strecke nach Vardište wurde im August desselben Jahres eröffnet. Dieser Ast wurde in späterer Folge als Hauptstrecke der Bosnischen Ostbahn betrieben. Die knapp 130 km lange, in schroffer Gebirgslandschaft aufwändig trassierte Bahn wurde aus weitgehend strategischen Überlegungen errichtet und war vom Betreiber kaum wirtschaftlich befriedigend zu führen. Lokaler Personen- und Güterverkehr war in dem spärlich besiedelten Gebiet nur von geringer Bedeutung.
Zur gleichen Zeit entstanden mehrere Schmalspurbahnen in Serbien ebenso mit Bosnischer Spurweite, die anders als in Bosnien-Herzegowina aber noch kein zusammenhängendes Netz bildeten. Eine der ersten Schmalspurbahnen führte von Mladenovac über Arandjelovac nach Lajkovac und wurde später mit der Strecke Zabrežje–Obrenovac–Lajkovac–Valjevo verbunden. Eine weitere Strecke querte Zentralserbien im Tal der Westlichen Morava und verlief von Stalac über Kraljevo und Čačak nach Užice. Verbindende Strecken von Lajkovac nach Čačak sowie von Obrenovac nach Belgrad waren vorgesehen und ein Zusammenschluss mit der Bosnischen Ostbahn westlich von Užice sollte so einen durchgehenden Bahnverkehr zwischen dem Königreich Serbien und der Adria ermöglichen.
Nach der Besetzung Serbiens im Ersten Weltkrieg durch die Mittelmächte arbeiteten österreichische Eisenbahntruppen am Aufbau der Strecke von Lajkovac nach Čačak und auch die Verbindung der Bosnischen Ostbahn mit Serbien wurde ab Dezember 1915 vorangetrieben. Für letzteres Projekt war von Seiten der Militärverwaltung ein unrealistisch kurzer Zeitrahmen von lediglich sechs bis acht Monaten vorgegeben. Von Vardište ausgehend, mussten hauptsächlich russische und italienische Kriegsgefangene bis 1916 den Unterbau auf serbischem Gebiet bis in den Bereich Mokra Gora fertigstellen, wo der Šargan-Pass zu überwinden war. Auf einer Distanz von etwa drei Kilometern Luftlinie war vom Talgrund bis zum Portal des geplanten Scheiteltunnels eine Höhendifferenz von 240 m zu überwinden. Mit dem Eintritt Rumäniens in den Krieg im September 1916 wurden die Arbeiten jedoch abgebrochen, da die Truppen an anderen Kriegsschauplätzen dringender gebraucht wurden. Nicht verantwortlich für den Abbruch der Arbeiten war ein Tunneleinsturz am Budim-Tunnel mit bis zu 200 kolportierten Todesopfern.

### Aufbau und Betrieb

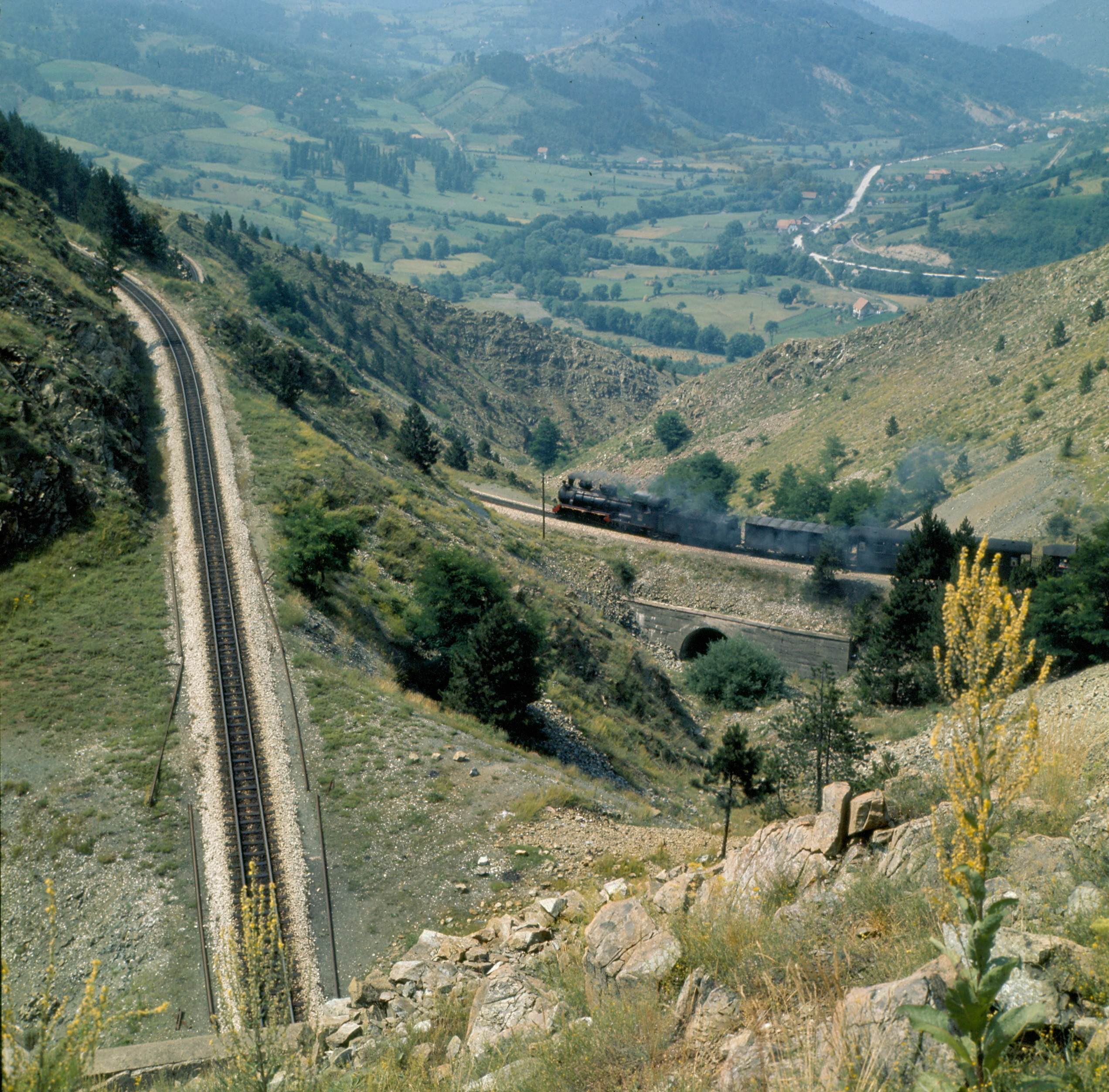
Sommer 1970: Talwärts fahrender Personenzug, geführt von einer Lok der Reihe 85

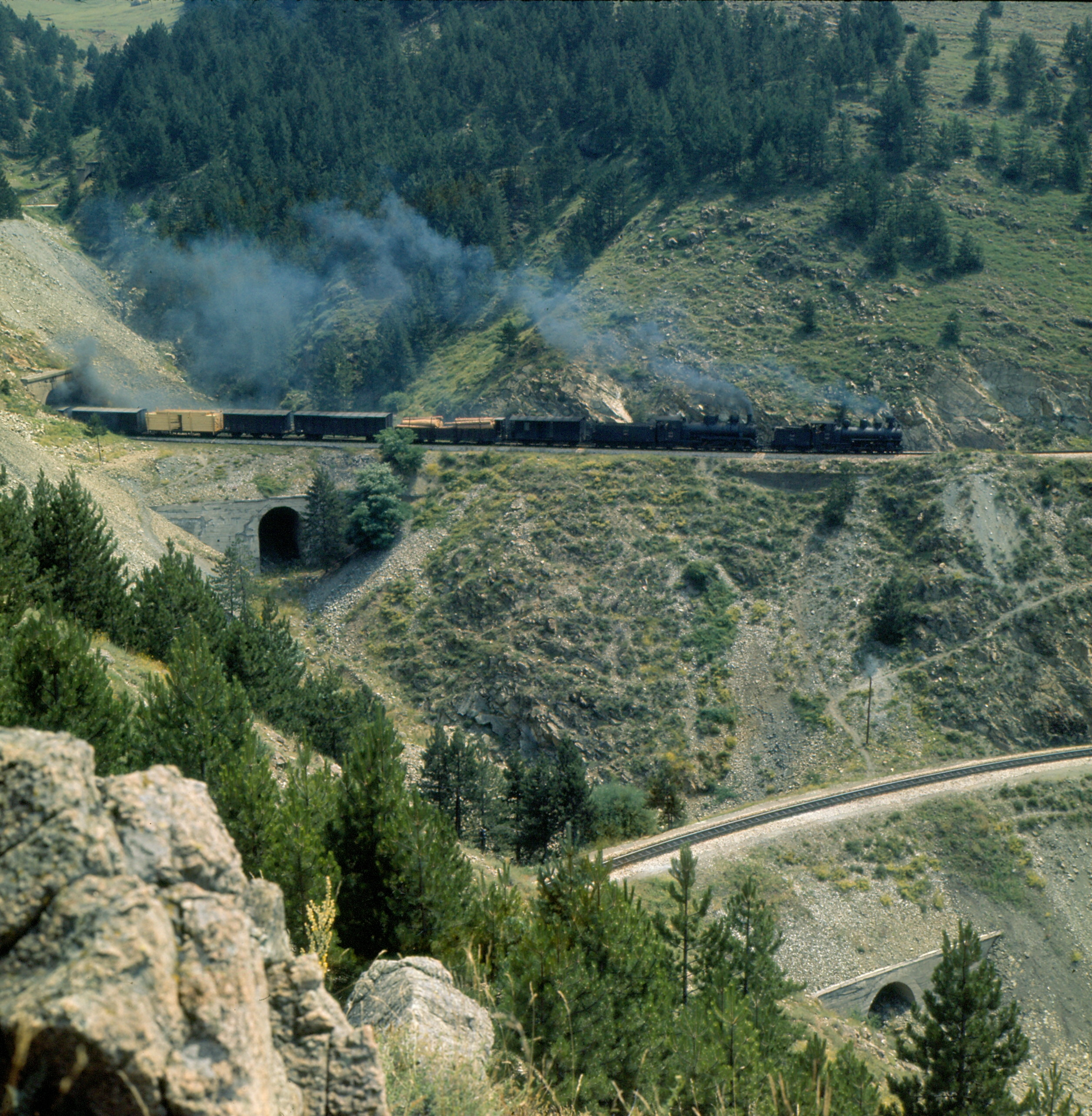
Sommer 1970: Bergwärts fahrender Güterzug mit Vorspann Reihe 83 und Zuglok Reihe 85

Die Gründung des Königreiches der Serben, Kroaten und Slowenen nach Ende des Ersten Weltkrieges erforderte – neben der Behebung der Kriegsschäden – eine Reihe rasch zu realisierender Bahnprojekte. Die Verbindung Serbiens mit Sarajevo und der Adria wurde dabei als besonders dringlich angesehen. 1921 wurden die Bauarbeiten an der Strecke von Vardište über den Šargan-Pass und weiter durch die Schlucht der Đetinja nach Užice wieder aufgenommen. Finanzielle Schwierigkeiten der beiden mit dem Bau beauftragten Unternehmen führten 1923 zu Verzögerungen und zur Übernahme der Arbeiten durch den Staat. Dieser konnte nach der Vergabe US-amerikanischer Kredite die Bauarbeiten rasch zu Ende führen, der öffentliche Fahrbetrieb zwischen Bosnien-Herzegowina und Užice wurde am 25. Januar 1925 aufgenommen. Mit der Fertigstellung der Bahnstrecke Obrenovac–Belgrad im Oktober 1928 war nun die etwas mehr als 400 Kilometer lange Magistrale Belgrad–Sarajevo durchgehend befahrbar.
Im Fernverkehr auf dieser Strecke fuhren neben den Schnellzügen von Belgrad nach Sarajevo auch noch durchgehende Verbindungen weiter nach Dubrovnik. Diese Züge waren mit Speise- und Liegewagen ausgestattet, die Fahrzeit betrug 23 Stunden. Der Betrieb wurde hauptsächlich mit Lokomotiven der Reihen 83 und 85 durchgeführt, von denen nach dem Ersten Weltkrieg noch immer bzw. erstmalig größere Stückzahlen angeschafft wurden (teilweise auch als Reparationsleistung). Zuvor kamen auch Mallet-Lokomotiven der Reihe 92 häufig zum Einsatz. Ab 1938 standen Dieseltriebwagen der Reihe 488 zur Verfügung, die diese Tour in einer Fahrzeit von etwa 16 Stunden und 40 Minuten bewältigten. Der regionale Personenverkehr war jedoch weitgehend bedeutungslos. Einen besonders hohen Stellenwert hatte der Güterverkehr, schwere Güterzüge aus dem Raum Belgrad und von Bor und Zaječar nahe der bulgarischen Grenze fuhren über den Šargan in Richtung Bosnien-Herzegowina und Adria. Insgesamt fuhren bis zu 40 Züge täglich über die Strecke, auf der rund um die Uhr Betrieb herrschte. In Višegrad und Užice waren dazu zahlreiche Dampflokomotiven für die notwendigen Vorspanndienste über den Pass stationiert.

### Niedergang und Einstellung
Während des Zweiten Weltkriegs lag die strategisch bedeutsame Bahnstrecke im Zentrum der von Partisanen kontrollierten Republik Užice und wurde zum Ziel von Kampfhandlungen. Ab 1945 wurden nach Beseitigung der Kriegsschäden in Jugoslawien neue Regelspurbahnen errichtet. So stand ab 1947 eine schnellere und leistungsfähigere, weiter nördlich über Šamac verlaufende Strecke von Belgrad nach Sarajevo zur Verfügung. Ab 1955 wurde die aus dem äußersten Osten Serbiens zuführende Strecke schrittweise auf Regelspur umgebaut und 1968 wurde die Verbindung nach Belgrad eingestellt. Die Schmalspurmagistrale hatte damit nach 43 Jahren aufgehört zu existieren. Der Übergang von der neuen Regel- zur Schmalspur fand nur kurzzeitig in Čačak statt. Schon im Mai 1969 wurde die Strecke von Čačak nach Užice, nunmehr Titovo Užice genannt, eingestellt, da sie als Bestandteil der im Bau befindlichen Neubaustrecke von Belgrad nach Bar auf Regelspur umgebaut werden sollte.
Titovo Užice wurde damit zum Endpunkt einer Stichbahn, die nur noch ein vergleichsweise bescheidenes Verkehrsbedürfnis nach Sarajevo zu erfüllen hatte. Es verkehrten fortan nur noch drei Reisezugpaare über den Šargan in Richtung Višegrad und Sarajevo. Auch nach der Eröffnung der Regelspurbahn nach Titovo Užice im Jahr 1971 brachte der Lückenschluss keine Erholung der Beförderungszahlen mehr und somit wurde die Einstellung des Abschnittes Titovo Užice–Višegrad aus wirtschaftlichen Gründen beschlossen. Am 28. Februar 1974 fuhr der letzte reguläre Zug über die Šargan-Bergstrecke. Die Bosnische Ostbahn von Sarajevo nach Višegrad verblieb vorerst noch in Betrieb und wurde als letzter längerer Streckenabschnitt des jugoslawischen Schmalspurnetzes am 28. Mai 1978 eingestellt. Die Gleise auf der Passstrecke wurden erst 1989 abgetragen.

## Linienführung

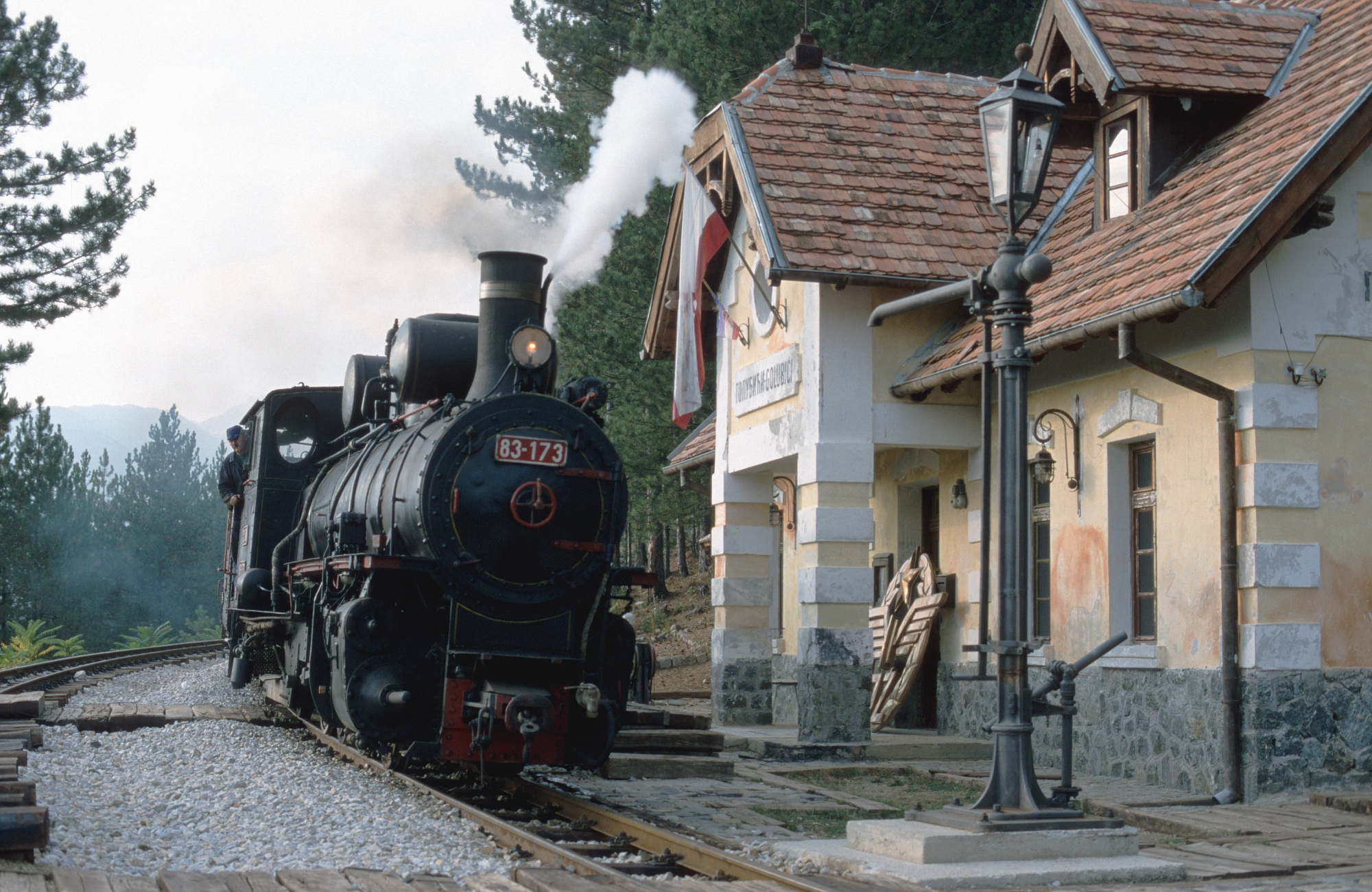
Die Haltestelle Golubići

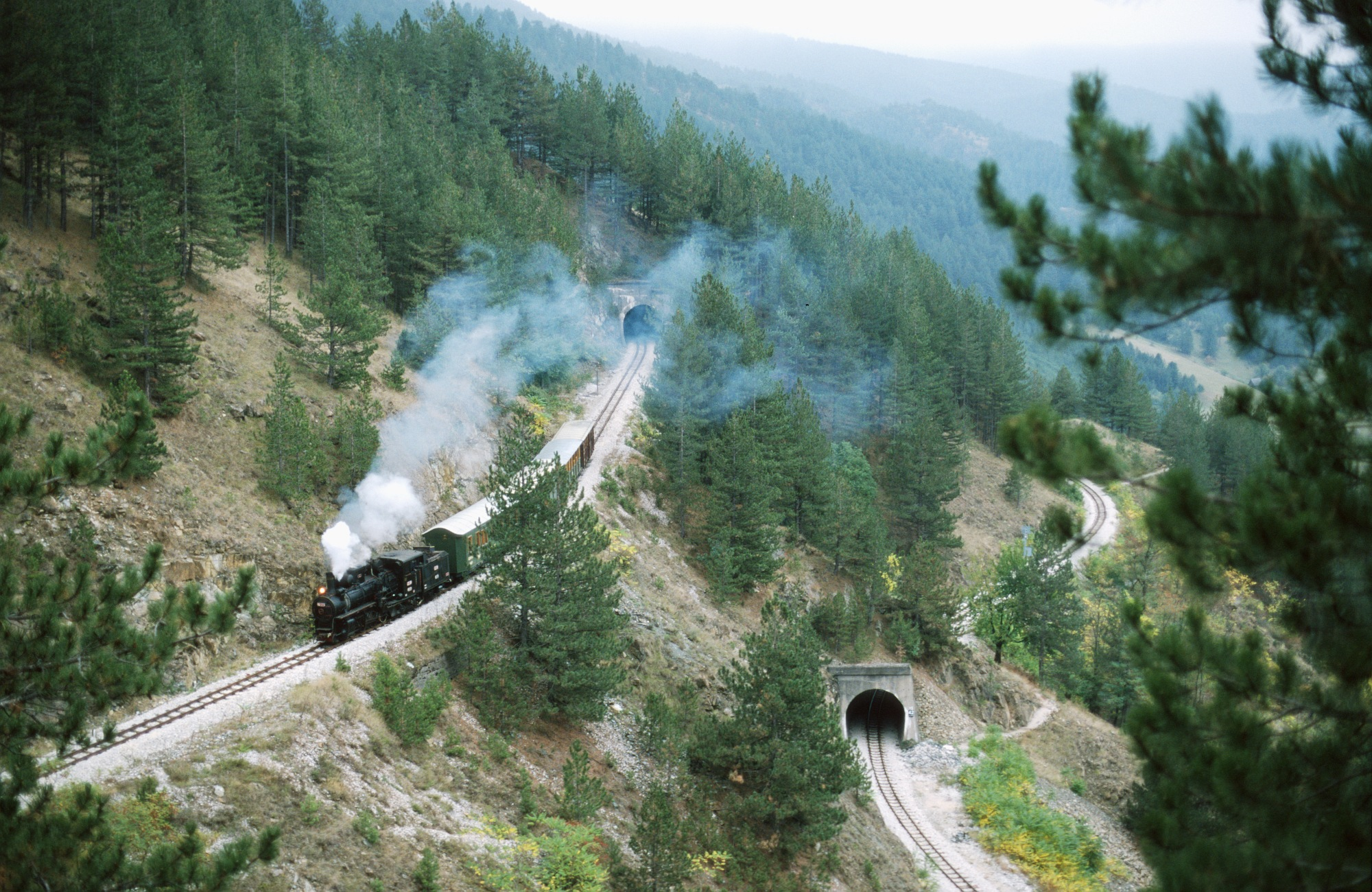
Zwei Ebenen der Trasse, von der Aussichtsplattform an der obersten Ebene gesehen

Zur Höhenentwicklung wurde die Bahnstrecke über den Pass bei Šargan Vitasi in einer aufwändigen Schleifenentwicklung geplant und gebaut, da auf wenigen Kilometern Luftlinie ein Höhenunterschied von 240 m zu überwinden war. Vom Bahnhof Mokra Gora verläuft das Gleis zunächst nordwärts ein Stück oberhalb der Šargančica, überbrückt diese in einer ersten Schleife und wendet sich nach dem ersten Tunnel in östlicher Richtung dem Tal des Kamišina-Baches zu. Am Hang oberhalb des Baches gewinnt die Trasse zwar an Höhe, zuletzt der Fluss aber auch deutlich. Deshalb vollführt die Trasse an einer Engstelle des Tales eine Kehrtwendung um 180°. Sie überbrückt dabei zweimal die Kamišina, durchfährt dazwischen einen Tunnel und legt nun eine Ebene höher die komplette Strecke in die entgegengesetzte Richtung zurück. In diesem Abschnitt befindet sich auch die als Filmkulisse neu erbaute Haltestelle Golubići. In einem Rechtsbogen wendet sich die Bahn wieder dem Tal der Šargančica zu und erreicht den ursprünglich nur als Kreuzungsstelle konzipierten Bahnhof Jatare auf 701 m Seehöhe und nur knapp einen Kilometer Luftlinie vom Ausgangspunkt entfernt. Beim Wiederaufbau wurde hier, dem touristischen Charakter des Projekts entsprechend, ein Restaurant eingerichtet und ein Promenadenweg vom Talgrund herauf angelegt.
In weiterer Folge wechselt die Strecke wieder die Richtung und durchfährt in einem längeren Tunnel den hinter dem Bahnhof Jatare gelegenen Hang. Dabei unterquert sie zweimal die nächsthöher gelegene Ebene der Trasse, die oberhalb von Jatare nach nochmaligem Richtungswechsel außen am Hang entlangführt. Solchermaßen beschreibt die Bahntrasse eine Acht, was der Bahn ihren späteren Namen verliehen hat. Hier wurde an der obersten Ebene eine Aussichtsplattform für die Fahrgäste der Touristenzüge errichtet. Nach Vollendung der Achterschleife führt die Strecke noch weiter entlang des bewaldeten Hanges, unterfährt im Šargan-Scheiteltunnel die Passhöhe und endet nach 15,3 km im Bahnhof Šargan Vitasi. Hier wurde eine Lokomotivhalle mit drei Gleisen als betriebliches Zentrum errichtet, auch das Gleisdreieck zum Wenden von Lokomotiven wurde wieder aufgebaut.
Die Strecke weist eine konstante Steigung von 18 ‰ bei einem Mindestradius von 120 m auf. Zwischen Mokra Gora und Šargan Vitasi werden 20 Tunnel durchfahren und fünf Stahlträgerbrücken gequert. Die von Šargan Vitasi weiterführende Strecke durchs Tal der Đetinja ins 35 km entfernte und 400 m tiefer gelegene Užice wies eine Maximalsteigung von 14,5 ‰ auf.

## Wiederaufbau als Tourismusbahn

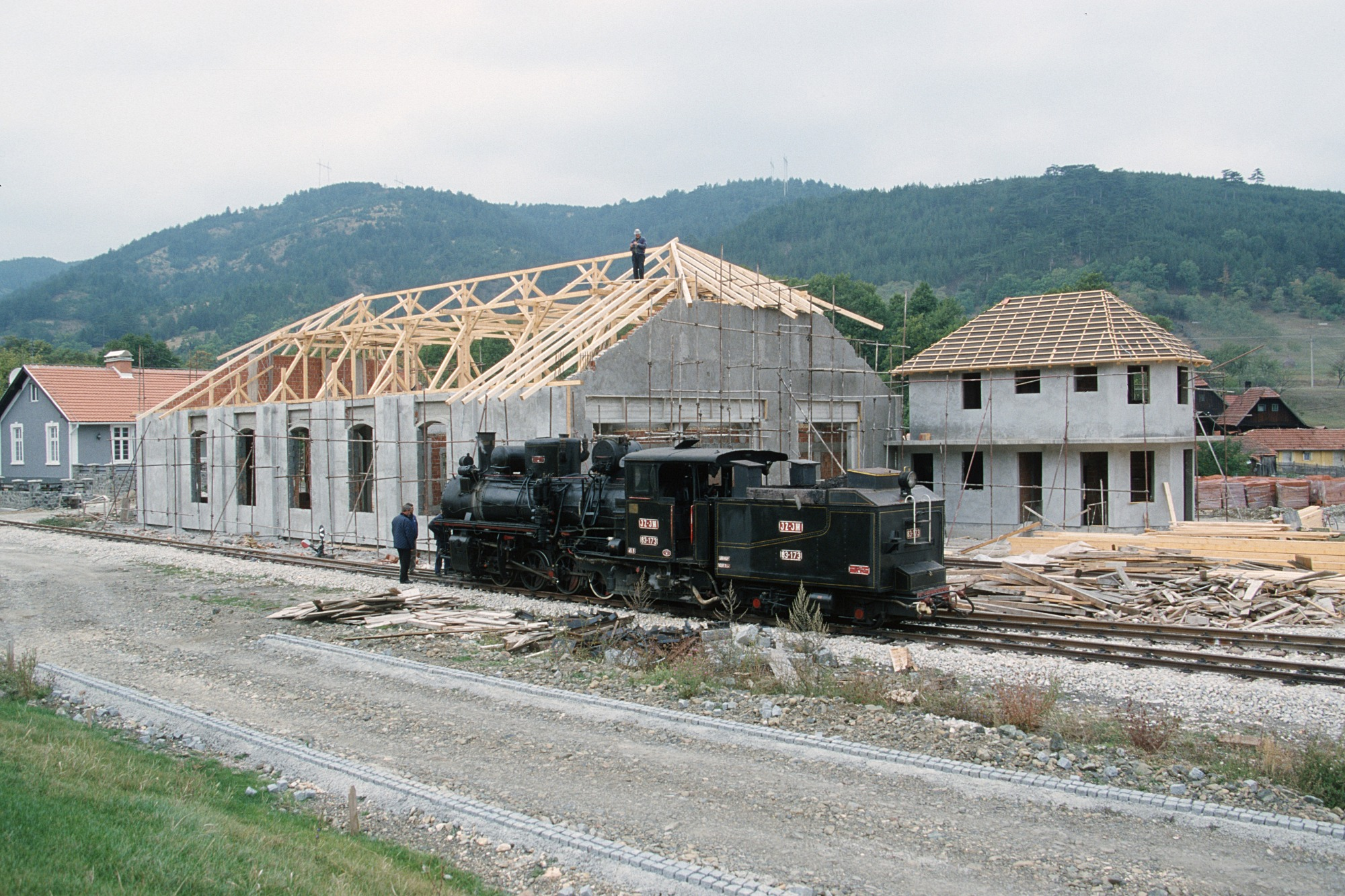
Der Lokomotivschuppen von Šargan Vitasi, 2003 noch im Rohbau

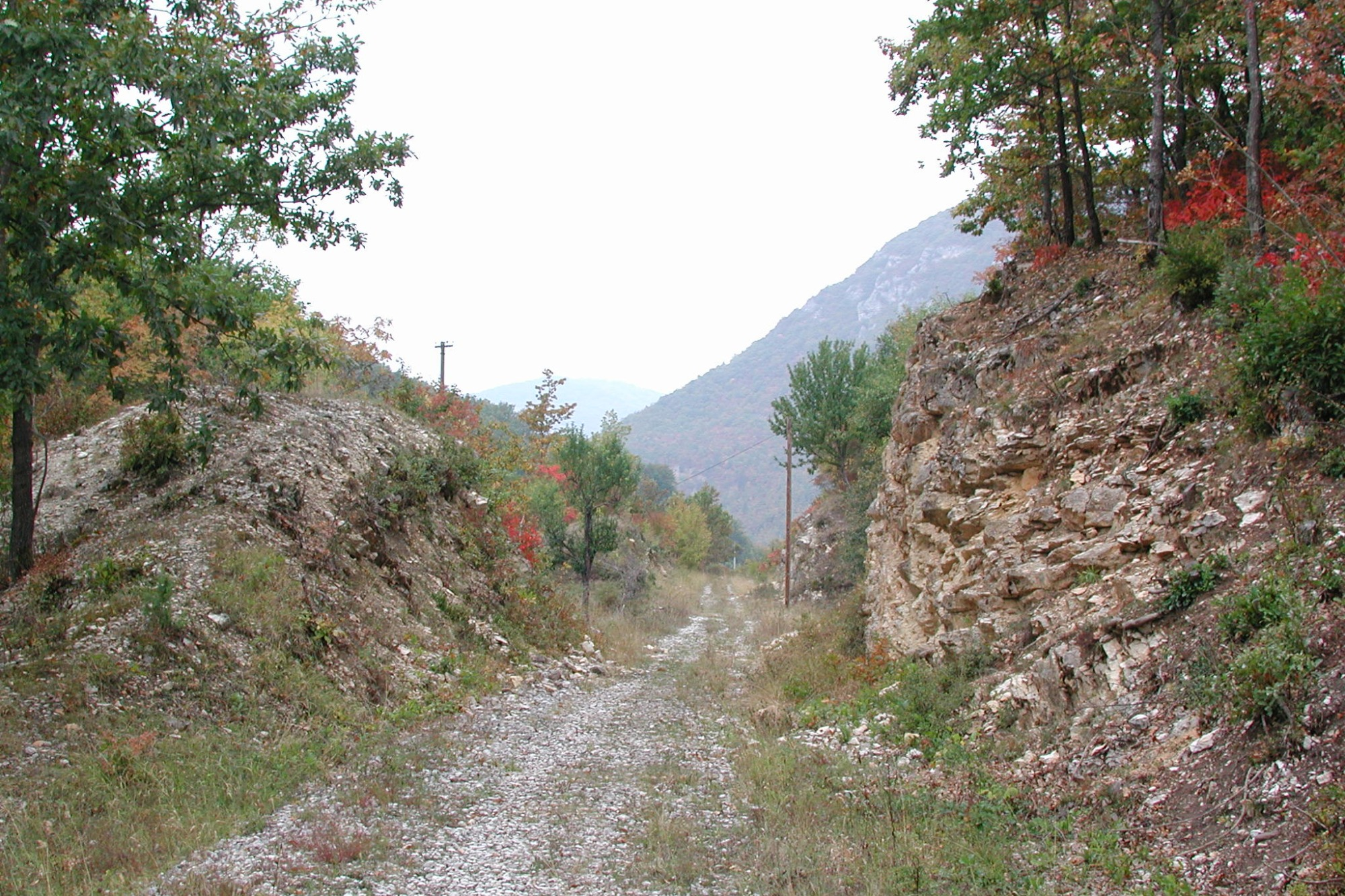
Trasse zwischen Mokra Gora und der Staatsgrenze; ab 2004 wurden hier die Gleise wieder aufgebaut

Das Interesse an der Schmalspurbahn als potenzielle Touristenattraktion in der strukturschwachen Region führte 1997 zu ersten freiwilligen Arbeitseinsätzen von Eisenbahnfreunden und des Ortes Mokra Gora, im Jahr darauf führte die Armee eine Räumungsaktion auf der Bahntrasse durch. 1999 wurde das Projekt zum Wiederaufbau der Bergstrecke durch das serbische Tourismusministerium offiziell abgesegnet und die Finanzierung gesichert. Das Ministerium, das Eisenbahnmuseum Belgrad und ein Planungsinstitut in Belgrad entwickelten ein großräumiges Tourismuskonzept mit der Schmalspurbahn als zentralem Element. Zusammen mit dem nahen Nationalpark Tara und den Mineralquellen von Mokra Gora soll so die von Landflucht bedrohte Grenzregion mittels sanftem Tourismus wirtschaftlich belebt werden. Für den Bau und den Betrieb zeichnete der staatliche Bahnbetreiber Jugoslovenske Železnice verantwortlich. Die Šarganska osmica stellt daher einen international sehr seltenen Fall einer staatsfinanzierten Museums- bzw. eher Touristikbahn dar, meist sind bei derartigen Bahnen Vereine die Träger aller Aktivitäten. Für die nicht unerheblichen Investitionen in den Wiederaufbau eines Gebirgsabschnittes einer jahrzehntelang stillgelegten Schmalspurbahn mag auch ausschlaggebend gewesen sein, dass während der Startphase des Projektes sowohl der Generaldirektor als auch ein weiterer Vorstandsdirektor der Jugoslawischen Staatsbahn besonders engagierte Dampflok- bzw. Eisenbahnfreunde waren.
Eine erste Inspektion ergab einen positiven Befund des Zustands der Tunnel und Brücken, so dass rasch mit dem Wiederaufbau begonnen werden konnte. Für den Bau wurde gebrauchtes Gleismaterial aus Beständen der Staatsbahnen verwendet. Bis Ende 2001 waren der obere Streckenabschnitt von Šargan Vitasi bis Jatare befahrbar, der Bahnhofsbereich von Mokra Gora wieder hergestellt und die Bahnhofsgebäude restauriert bzw. wieder aufgebaut. Es konnten erste Probefahrten und Präsentationen mit einer Lokomotive der Reihe 83 vorgenommen werden. Im unteren Abschnitt im Nahbereich von Mokra Gora kam es zu Verzögerungen, da erst eine Champignonzucht aus einem Tunnel abgesiedelt und der Friedhof von Mokra Gora, der über die Bahntrasse hinweg erweitert worden war, verlegt werden musste. Bis zum Sommer 2003 waren diese Probleme gelöst, und am 30. August desselben Jahres konnte der offizielle Eröffnungszug über die komplette Bergstrecke von Mokra Gora nach Šargan Vitasi geführt werden. Der Planverkehr wird fast ausschließlich mit den aus Rumänien importierten Diesellokomotiven des Typs L45H geführt, die Dampflokomotiven kommen für Reisegruppen auf Bestellung und zu besonderen Anlässen zum Einsatz. Ein sichtbarer Unterschied zum früheren Regelbetrieb ist die Nutzung der Druckluft-, statt der vorher üblichen Saugluftbremse.
Die Bahnhöfe erhielten mechanisch gestellte Einfahr- und Einfahrvorsignale altösterreichischer Bauform. Im Regelbetrieb mit nur einer verkehrenden Zugeinheit werden sie jedoch nicht genutzt. In der Ortslage Mokra Gora sind zwei selbsttätige Wegübergangssicherungsanlagen in Betrieb.

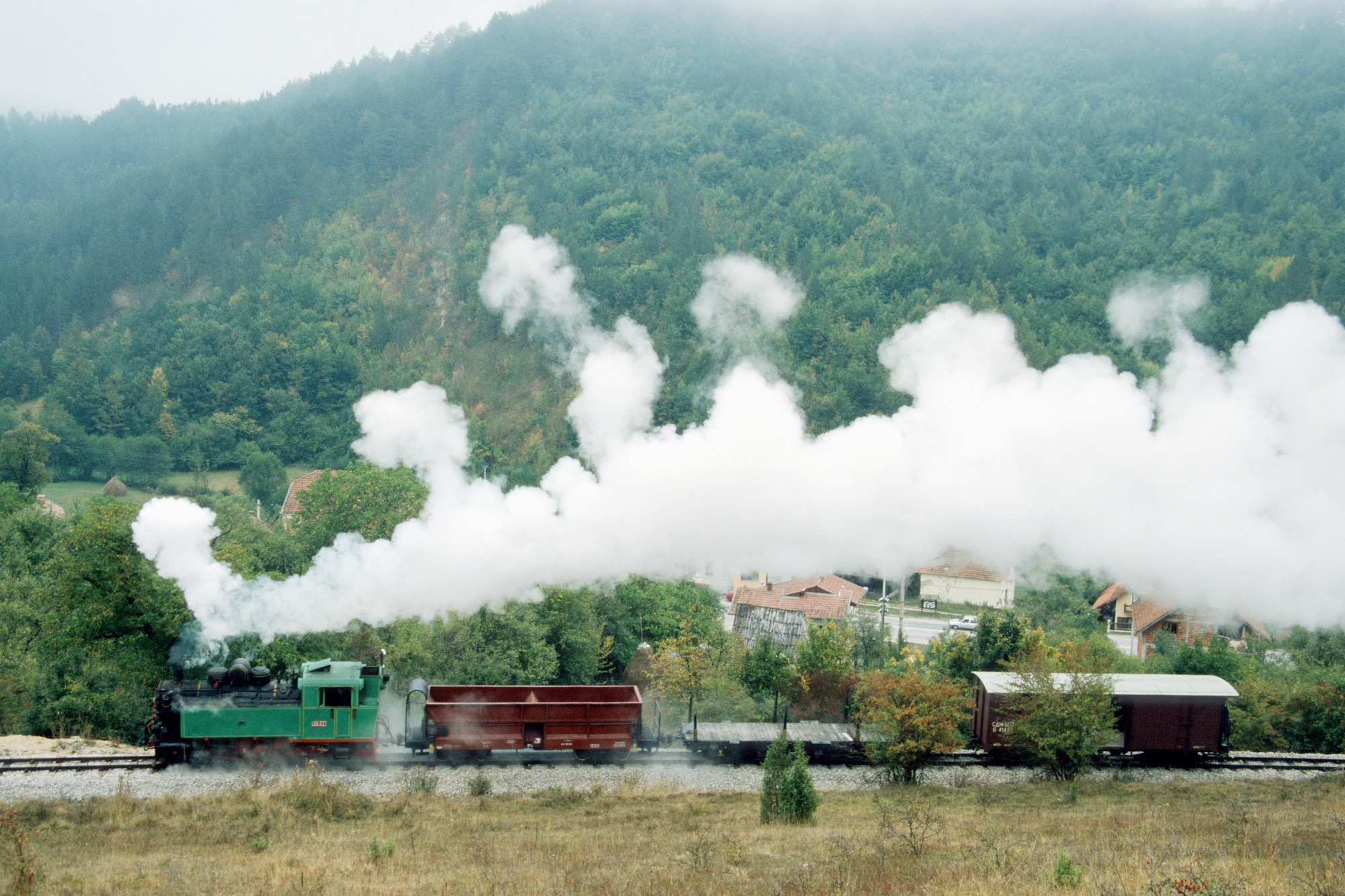
Güterzug bei Kotroman, zwischen Mokra Gora und der Staatsgrenze

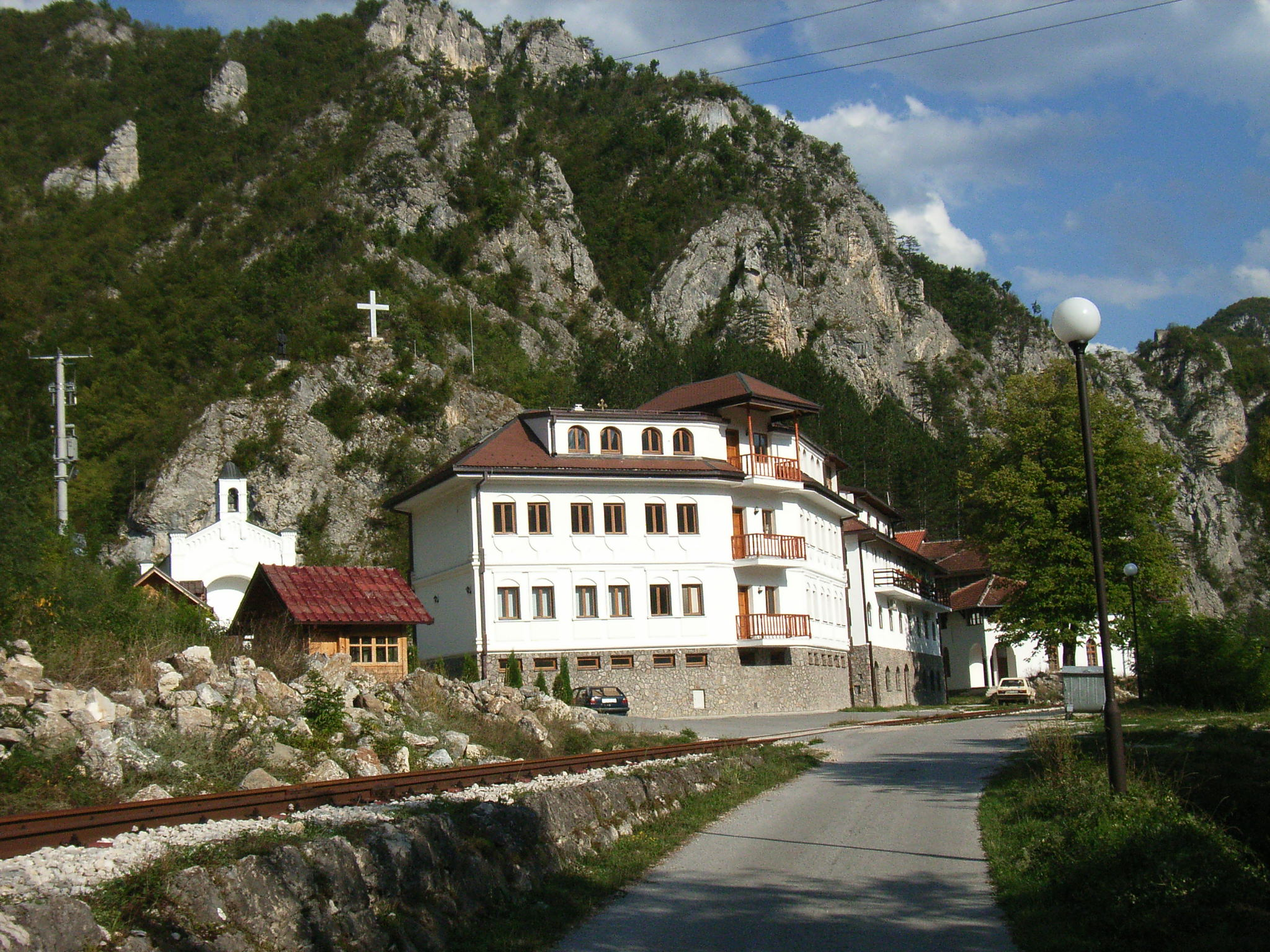
Kloster Dobrun in Bosnien mit wieder aufgebauten Gleisen

### Verlängerung und Ausbaupläne
Von Anbeginn des Projekts wurde über die Verlängerung der Bahnstrecke an beiden Streckenenden nachgedacht. Bereits in der ersten Ausbaustufe wurde begonnen, die Strecke mit dem Ziel Višegrad im benachbarten Bosnien-Herzegowina von Mokra Gora aus in Richtung Grenze wieder aufzubauen. Dieser Abschnitt, der durch das Engtal des Rzav führt und den alten Grenzbahnhof Vardište und Dobrun wieder an das Schienennetz anschließt, war bis Ende 2006 weitgehend fertiggestellt. Zuletzt fehlten nur noch ca. 1,7 km Strecke im Ortsgebiet von Višegrad und eine geeignete Örtlichkeit für einen Bahnhof. Das Bahnhofsgelände von Višegrad wurde als Busbahnhof genützt und stand vorerst nicht zur Verfügung.
Im Januar 2008 wurde bekanntgegeben, dass die Stadt Višegrad die Baukosten für den fehlenden Restabschnitt für das Jahr 2008 budgetiert habe. Am 10. April 2008 erschien eine Meldung über konkrete und bezifferte Investitionsvorhaben. Genannt wurde u. a. der Wiederaufbau einiger Brücken, der Ankauf von drei Dampflokomotiven sowie eine Drehscheibe am Bahnhof von Višegrad. Im Juni 2010 gaben leitende Vertreter der Serbischen Staatsbahnen mündlich an, dass der grenzüberschreitende Betrieb bis Višegrad noch im gleichen Jahr aufgenommen werde. Im Juli 2010 wurde mit den Rekonstruktionsarbeiten an der Trasse begonnen und Gleise verlegt.
Eine medial inszenierte und politisch prominent besetzte Eröffnung fand am 27. August 2010 im Beisein von Premierminister Milorad Dodik und Serbiens Präsident Boris Tadić statt. Diesem Akt folgte aber kein fahrplanmäßiger Betrieb auf der neueröffneten Strecke. Der bosnische Abschnitt wird seitdem nur gelegentlich für privat gebuchte Sonderfahrten von Reisegruppen genutzt. Auch 2022 und 2023 fand nur fallweise und mit wenig Nachfrage Personenverkehr statt, obwohl an Wochenenden im Sommer laut Fahrplan ein Zug verkehren sollte. Der Zustand der Strecke ist trotz des geringen Alters teilweise schlecht und es wurden bereits unzählige Holzschwellen wieder ausgetauscht, viele weitere warten noch dringend darauf.
Mit dieser Erweiterung wurde auch ein Teilstück der von Österreich-Ungarn erbauten Bosnischen Ostbahn wieder in Betrieb genommen. Als Besonderheit kann gelten, dass diese Bahnstrecke zu den ganz wenigen grenzüberschreitenden Museums- bzw. Touristikbahnen weltweit zählt (bspw. auch beim Wachtl-Express). Die Grenzkontrollen werden an einer provisorischen Haltestelle am Grenztunnel bei Vardište vorgenommen. Die in Bosnien liegende Teilstrecke ist neben der Kohlenbahn Banovići der einzige in Bosnien–Herzegowina bestehende und auch betriebene Rest des ehemals sehr umfangreichen jugoslawischen Schmalspurnetzes in der Spurweite 760 mm.
Langfristig betrachtet bestanden Planungen, die Šarganska osmica auch in östlicher Richtung weiter zu reaktivieren und Anschluss an die Bahnstrecke Belgrad–Bar zu finden. Diese Erweiterung würde in Zukunft die Anreise auf dem Schienenweg ermöglichen. Da Teile der alten Trasse westlich von Užice aber einem Staudammprojekt im Tal der Đetinja zum Opfer fielen und nun unter Wasser liegen, würde die Reaktivierung der originalen Strecke umfangreiche und kostenaufwändige Neutrassierungen erfordern. Als ein alternativer Verknüpfungspunkt wird daher der Bahnhof Branešci angesehen, ca. 12 km Luftliniendistanz vom ehemaligen Bahnhof Kremna entfernt. Dies würde ab Kremna den Bau einer vollständig neuen, gegenüber der ursprünglichen Trasse jedoch kürzeren und weniger aufwändig trassierten Schmalspurbahnstrecke erforderlich machen. Auch eine mögliche Anbindung des Flughafens von Užice an die Schmalspurbahn war bereits im Gespräch, konkrete Planungen wurden aber noch für keine Variante vorgestellt. Bisher ist die Verlängerung bis kurz vor dem ehemaligen Bahnhof Kremna fertiggestellt. Da das Bahnhofsgelände inzwischen teilweise für den Straßenbau genutzt wurde, ist hier noch eine Lösung für die Errichtung eines Bahnhofes zu finden. Auch wird die Trasse oberhalb von Kremna noch als Zufahrtsstraße zu einigen Häusern verwendet. Das bereits aufgebaute Gleis war 2023 nach jahrelanger Nichtnutzung entsprechend ungepflegt und verwachsen.
Die Šarganska Osmica wurde auch durch eine kurze neu gebaute „Waldbahn“ in der Spurweite 600 mm ergänzt, die von Mokra Gora zu einem Picknickplatz im Kamišina-Tal führt, aber schon seit Jahren nicht mehr befahren wird.

## Aktueller Status
Es ist nicht wahrnehmbar, ob Ausbaupläne verfolgt werden. Die Verlängerung nach Kremna ist ungenutzt. Der auf bosnisch-herzegowinischem Territorium liegende Abschnitt bis Višegrad wird kaum befahren, wird aber auf der Homepage der Serbischen Staatsbahnen für Sonderzüge angeboten und bepreist. 

## Lokomotiven

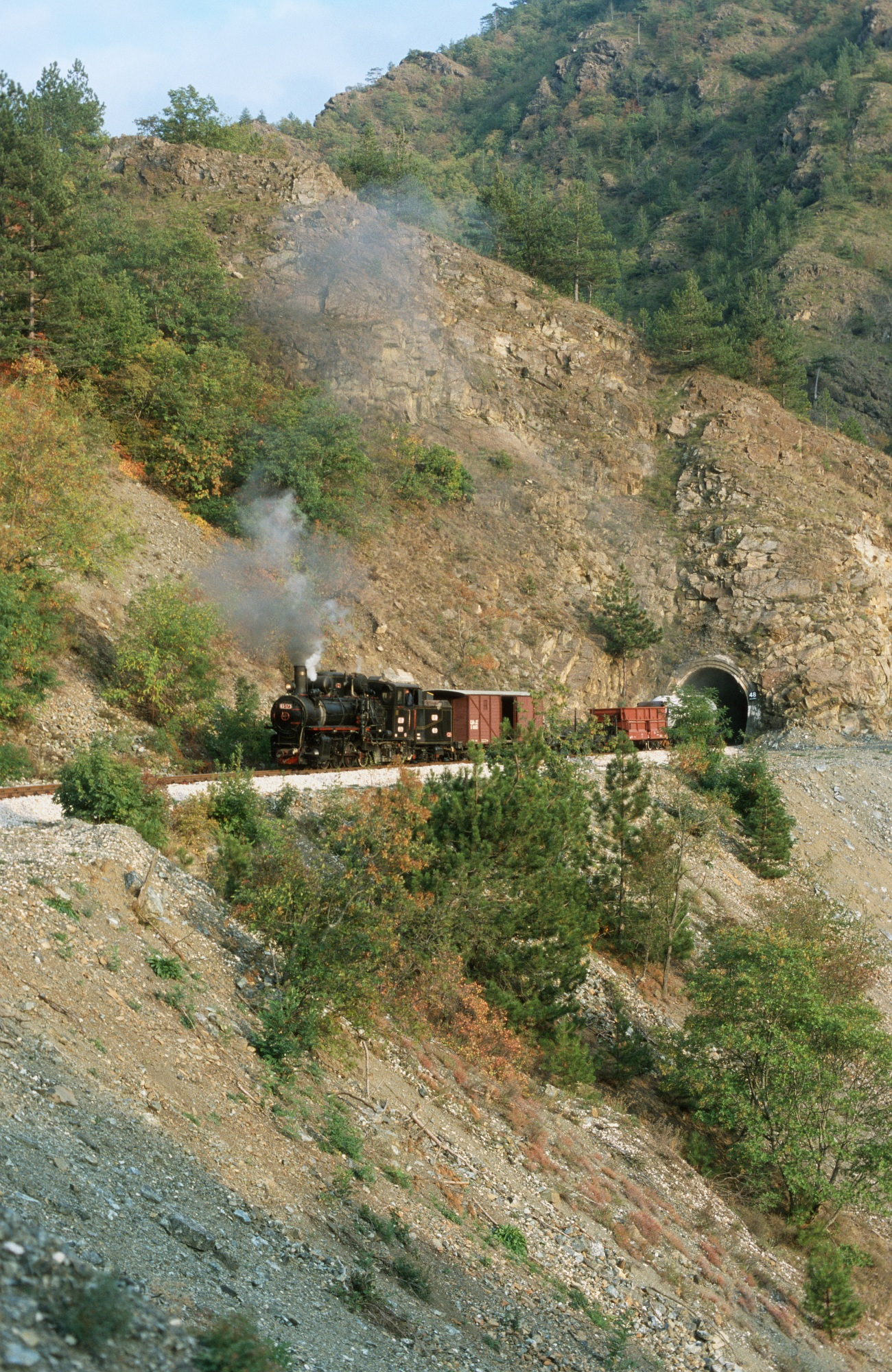
83-173 mit Güterzug zu Fotozwecken

Obwohl nach Einstellung der jugoslawischen Schmalspurbahnen von offizieller Seite wenig Interesse an einem musealen Erhalt von Fahrzeugen bestand, blieb doch schon allein aufgrund der hohen Stückzahlen an Fahrzeugen einiges Rollmaterial erhalten. Lokomotiven wurden als Denkmäler aufgestellt oder auch die Loks von Abbauzügen, die an Ort und Stelle zurückgelassen wurden, zu solchen erklärt. Mehrere Maschinen wurden in dem auf private Initiative gegründeten Schmalspurbahnmuseum in Požega aufgestellt. Aus diesen Beständen gelang es, mehrere Dampflokomotiven für die Šarganska osmica zu bekommen, die im Ausbesserungswerk Šinvoz im serbischen Zrenjanin betriebsfähig aufgearbeitet wurden. Einige Fahrzeuge wurden für den Betrieb mit Druckluftbremse umgebaut, denn bis zur Betriebseinstellung wurde auf jugoslawischen Schmalspurstrecken noch die Saugluftbremse verwendet – ausgenommen die Werkbahn in Banovići in späteren Jahren.

### Dampflokomotiven
| Nummer      | Bauart                               | Achsfolge | Hersteller/Baujahr    | Bemerkungen                    | Status                                |
| ----------- | ------------------------------------ | --------- | --------------------- | ------------------------------ | ------------------------------------- |
| 25-27       | Industriebahn-Tenderlok              | C h2t     | ČKD, 1949             | führte 1989 die Abbauzüge      | nicht betriebsfähig                   |
| 83-052      | Universal-Schlepptenderlok           | D1’ h2t   | Jung/Jungenthal, 1926 | zuvor Denkmal in Zaječar       | Sep. 2024 nach Banovići zur Reparatur |
| 83-173      | Universal-Schlepptenderlok           | D1’ h2t   | Đuro Đaković, 1949    | zuvor Museum Požega            | nicht betriebsfähig                   |
| ELZA        | Industriebahn-Tenderlok              | C         |                       | Werklok Zuckerfabrik Zrenjanin | nicht betriebsfähig                   |
| CFF 764-427 | Waldbahn-Tenderlok                   | D n2t     | Reșița, 1954          | rumänische Waldbahnlokomotive  | Denkmal bei „km 9“                    |
|             | Waldbahn-Tenderlok, Spurweite 600 mm | C         | Đuro Đaković, 1947    | vormals Waldbahn Visnjicevo    | nicht betriebsfähig                   |
| 19-126      | Industrielok (ex Maglic)             | C         | Henschel, 19126/1923  |                                | Denkmal am Bahnhof Dobrun             |

Mit der Lokomotive 85-005 war auch eine der leistungsstarken 1’D1’-Schnellzuglokomotiven, die hier Dienst versehen hatten, als Kandidat für eine Reaktivierung vorgesehen gewesen. Dieses Vorhaben wurde jedoch nie realisiert und die lange Zeit bei Šinvoz in Zrenjanin eingelagerte Maschine im November 2022 verschrottet. Als weiterer Kandidat für eine Reaktivierung wurde zu Beginn des Projekts 2003 noch die UNRRA 22, eine Lokomotive aus US-Hilfslieferung, angesehen. Sie war ebenfalls in Zrenjanin abgestellt, über ihren Verbleib nach 2022 ist nichts bekannt.
Nachdem seit 2018 oder 2019 keine betriebsfähige Dampflok mehr zur Verfügung stand, wurde im September 2024 die 83-052 nach Banovići zur Reparatur gebracht.

### Diesellokomotiven
In Rumänien wurden vier Diesellokomotiven der Reihe L45H erworben, welche – zum Teil neu motorisiert – den Planbetrieb abwickeln.
Für Bauzugdienste am bosnisch-herzegowinischen Abschnitt wurde ab 2004 die Diesellokomotive 720-003 der Kohlenbahn Banovići eingesetzt.

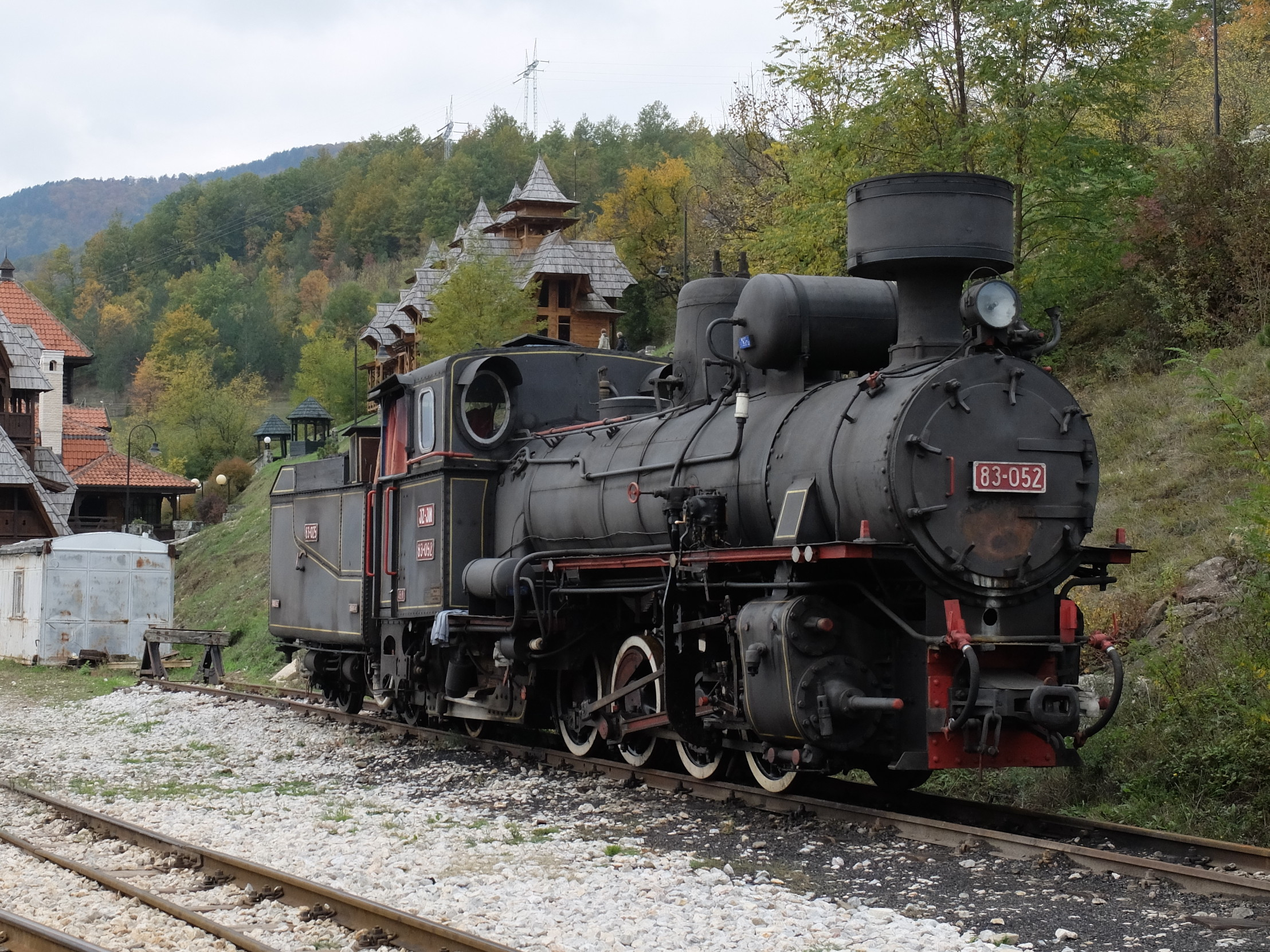
83-052, Baujahr 1926, ist eine von zwei vorhandenen betriebsfähigen Loks dieser Reihe.
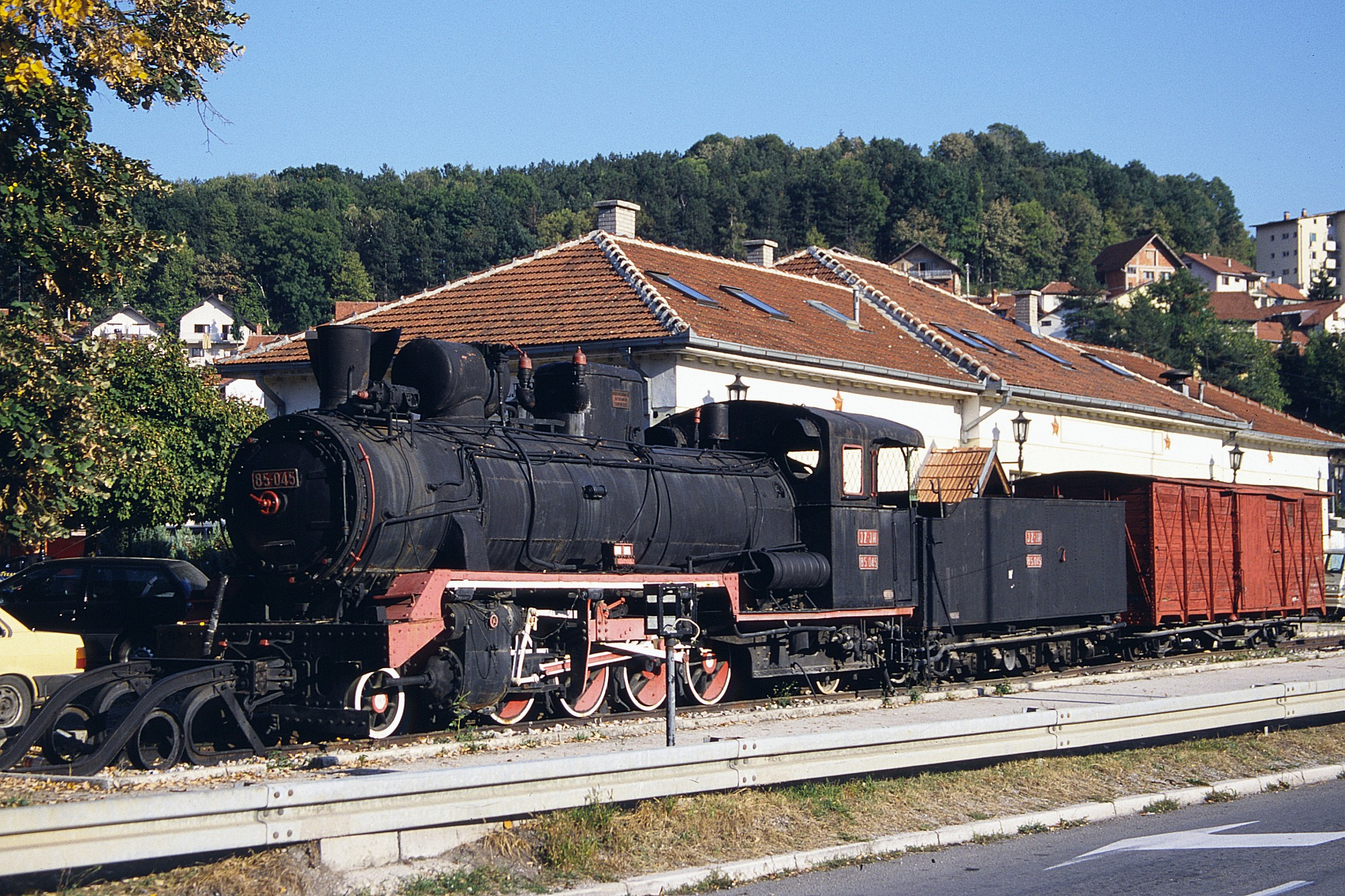
85-045 als Denkmal in Užice
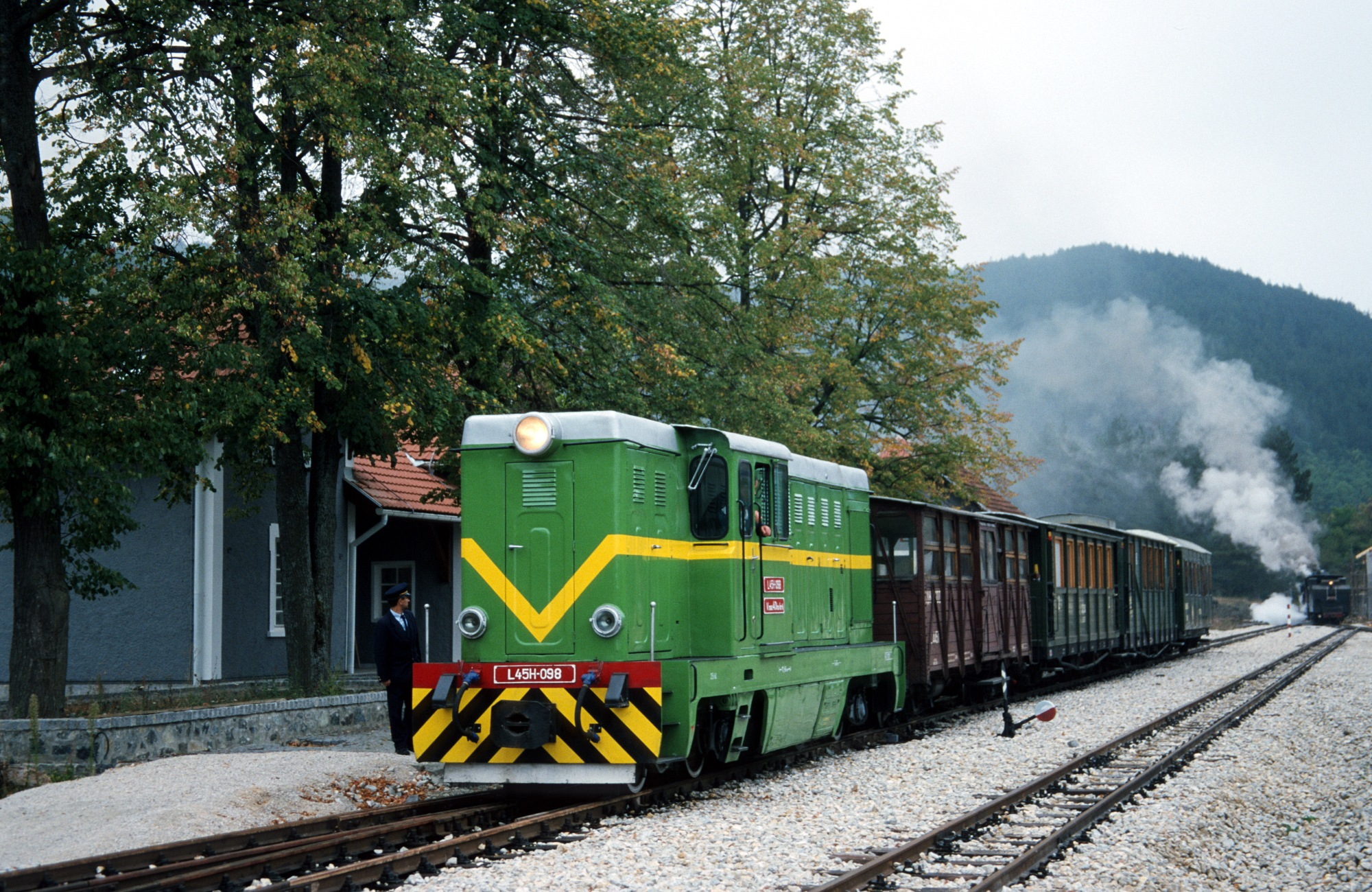
Zug mit rumänischer Diesellok L45H in Šargan Vitasi.
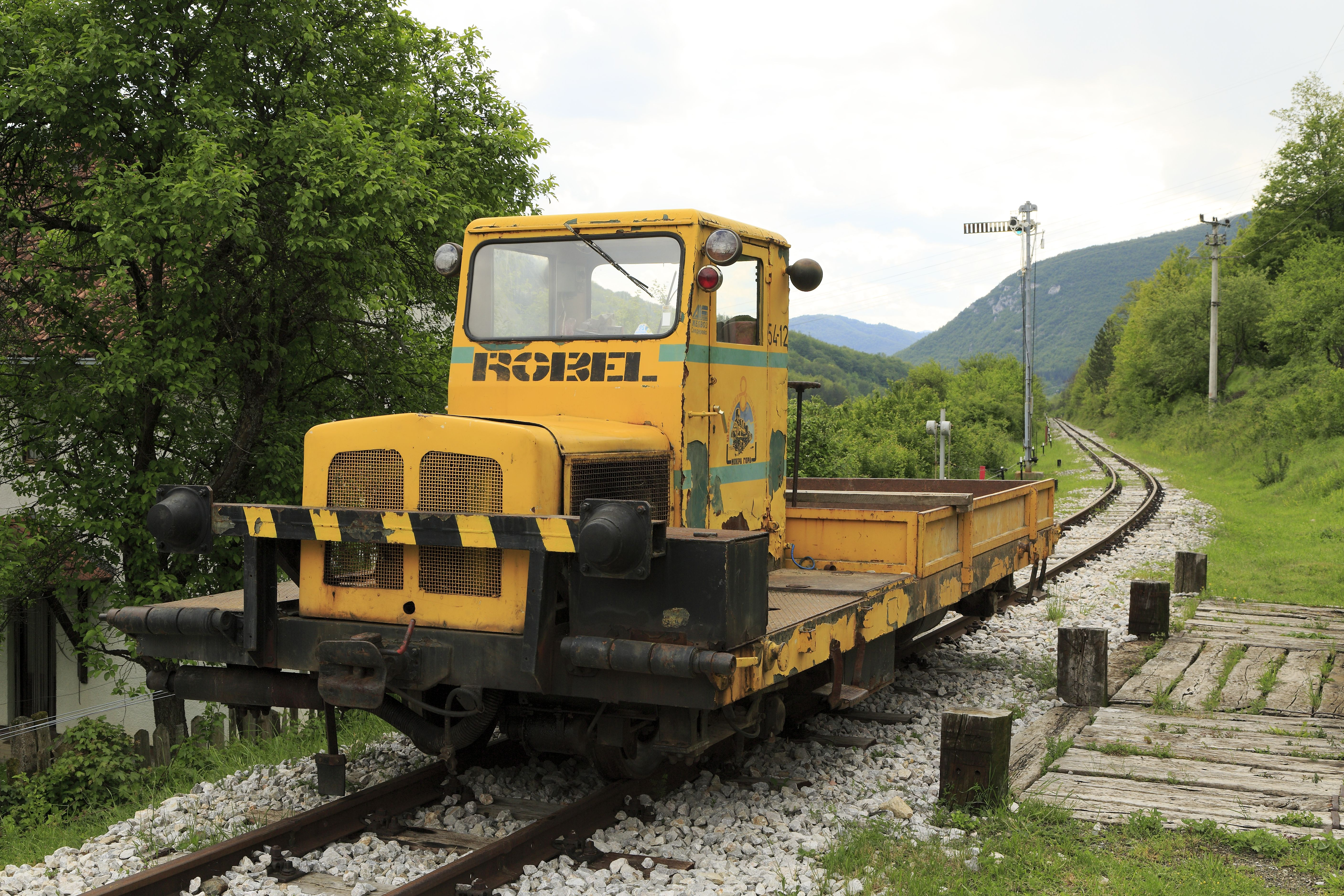
Robel-Skl, von Regel- auf Schmalspur umgebaut.

## Kulturelle Bezüge
Die Vermarktung der Bahn als Touristenattraktion ließ auch einige Episoden rund um diese Bahn, die in die lokale Folklore Einzug gehalten hatten, wieder aufleben.

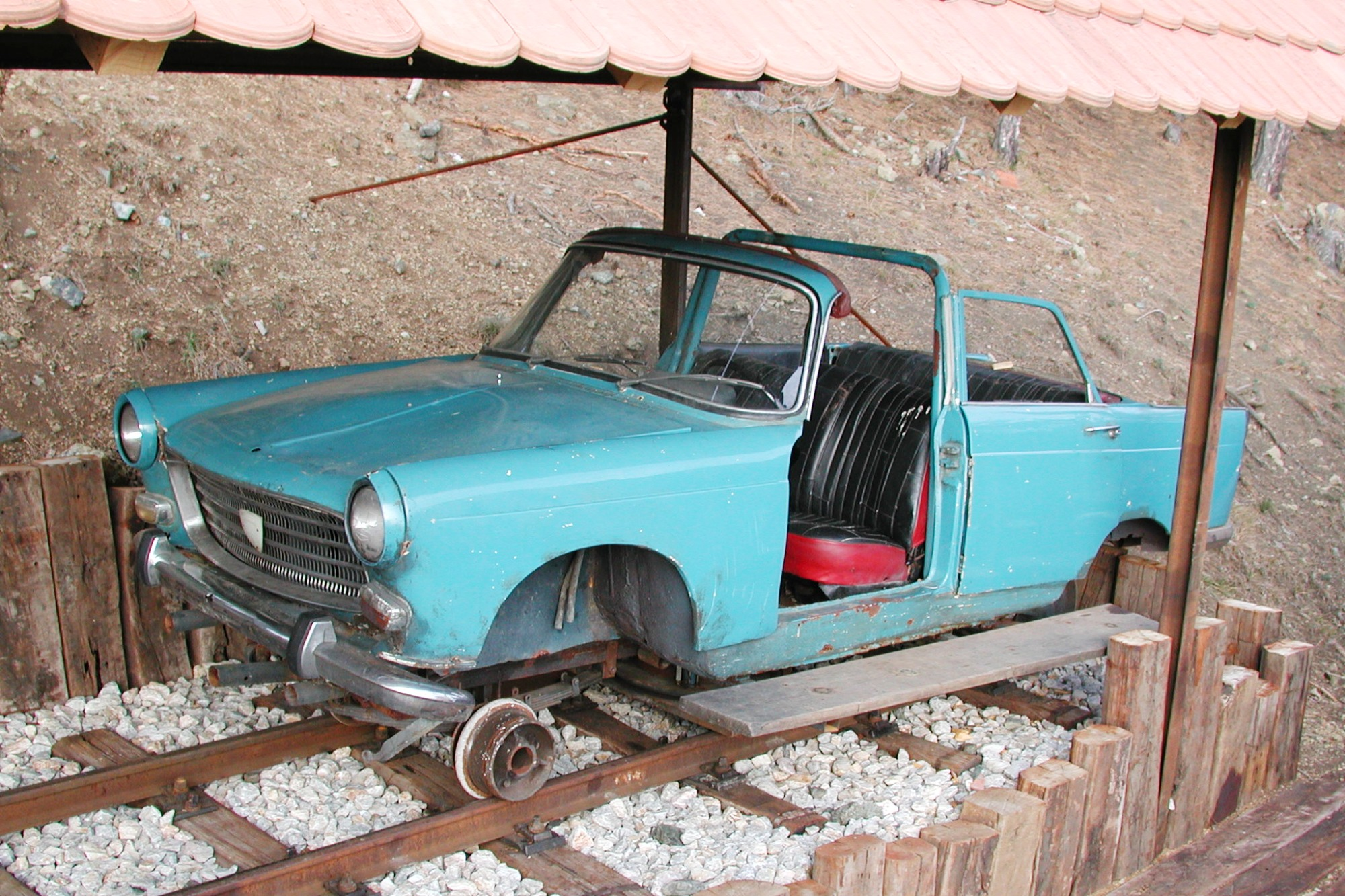
Das Schienenauto aus Emir Kusturicas Film „Das Leben ist ein Wunder“

So soll in den 1970er-Jahren, als sich das unaufhaltsame Ende der jugoslawischen Schmalspurbahnen abzeichnete, Staatspräsident Tito den Wunsch geäußert haben, eine Schmalspurstrecke für die Nachwelt zu erhalten. Seine Wahl soll dabei auf die Šargan-Bergstrecke gefallen sein, einerseits war sie eines der bedeutendsten Verkehrsbauwerke des geeinten Jugoslawien gewesen, anderseits hatte sie auch eine Rolle im Partisanenkrieg eingenommen. Belege für ein solches Engagement des Staatsoberhauptes sind jedoch nicht bekannt. Ein Indiz dafür, dass man die Strecke vorerst als eine Art Denkmal betrachtet hat, mag sein, dass die Gleise erst 15 Jahre nach der Betriebseinstellung im Jahr 1989 abgebaut wurden, entgegen der sonst üblichen Praxis, sie schon bald nach der Einstellung abzutragen.
Der als eine Art „serbischer Nostradamus“ verehrte Hellseher Mitar Tarabić aus Kremna, der im 19. Jahrhundert angeblich eine Reihe von Prophezeiungen tätigte, die man als Visionen von Ereignissen des 20. Jahrhunderts interpretieren könnte, erzählte auch von einem „eisernen Pfad“ den man über das Šargan-Gebirge errichten würde, um darauf Menschen und Waren mit „Feuerkutschen“ zu transportieren. Dieser solle, so Tarabić, jedoch in Vergessenheit geraten und viele Jahre später zum Vergnügen der Menschen wieder errichtet werden.
Auch der in der touristischen Entwicklung der Region sehr engagierte Regisseur und Filmemacher Emir Kusturica, der auf einem Hügel westlich von Mokra Gora den Ort Küstendorf errichten ließ, hat der Šarganska osmica in seinem Film Život je cudo (Das Leben ist ein Wunder) eine tragende Rolle zukommen lassen. Die Haltestelle Golubići wurde dafür eigens als Filmkulisse erbaut.